# Plagiopholis styani
Espèce
Synonymes
- Trirhinopholis styani Boulenger, 1899

Statut de conservation UICN

 LC  : Préoccupation mineure
Plagiopholis styani est une espèce de serpents de la famille des Pseudoxenodontidae. 

## Répartition
Cette espèce se rencontre entre 1 200 et 1 230 m d'altitude :
- au Viêt Nam ;
- à Taïwan ;
- en République populaire de Chine.

## Étymologie
Cette espèce est nommée en l'honneur de Frederick William Styan (1838–1934), qui a collecté les premiers spécimens.

## Publication originale
- Boulenger, 1899 : On a collection of reptiles and batrachians made by Mr. J. D. La Touche in N.W. Fokien, China. Proceedings of the Zoological Society of London, vol. 1899, p. 159-172 (texte intégral).